# Azam Khan
Azam Khan (* 20. April 1926 in Britisch-Indien; † 28. März 2020 in London) war ein pakistanischer Squashspieler. 

## Karriere
Azam Khan war neben seinem älteren Bruder Hashim, seinem Cousin Roshan und seinem Neffen Mo der dominierende Spieler der 1950er- und frühen 1960er-Jahre. 1954, 1955 und 1958 stand er jeweils im Endspiel der British Open gegen Hashim, dem er in allen drei Partien unterlag. In den folgenden Jahren von 1959 bis 1962 gewann er das Turnier viermal in Folge. Dreimal bezwang er Mo, einmal Roshan. Bei den US Open stand er fünfmal im Finale. Lediglich 1962 gewann er den Titel. Nach einem Achillessehnenriss und dem Tod seines damals 14-jährigen Sohnes im selben Jahr beendete er seine Karriere. 
Nach seiner Spielerkarriere zog er nach England, wo er eine Squashanlage in London betrieb. Seine Enkelin Carla Khan war ebenfalls als Squashspielerin aktiv.
Er starb am 28. März 2020 während der COVID-19-Pandemie im Vereinigten Königreich im Londoner Ealing Hospital an den Folgen von COVID-19.